# Sam Hunt
Sam Lowry Hunt (Cedartown, Geòrgia, 8 de desembre del 1984) és un cantant estatunidenc de country, compositor i jugador retirat de futbol americà universitari. És conegut per haver escrit singles per a Kenny Chesney, Keith Urband i Builly Currington. Va llançar el seu primer àlbum al mercat l'any 2014 arrel d'haver signat un contracte amb l'MCA Nashvile, amb el qual va aconseguir ser número u als EUA. És el fill gran (de tres) d'un agent d'assegurances i una professora, Allen i Joan Hunt, respectivament. És gràcies a l'escola que esdevé jugador de futbol americà, sent nomenat l'any 2002 com a coofensiu Jugador de l'Any. Va estar jugant com a rerequart a la Middle Tennessee State University, fins que va decidir formar-se en filosofia.

## Guardons
Nominacions
- 2016: Grammy al millor àlbum de country
- 2016: Grammy al millor nou artista